# ATP Marrakesch
Das ATP-Turnier von Marrakesch (offiziell Grand Prix Hassan II) ist ein marokkanisches Herren-Tennisturnier, das im Freien auf Sandplätzen ausgetragen wird.

## Geschichte
Es ist zu Ehren des verstorbenen marokkanischen Königs Hassan II. Die erste Austragung erfolgte 1986 in Casablanca. In den ersten vier Jahren war er Teil der ATP Challenger Tour, anschließend gehörte es zur ATP Tour und auf dieser zur Kategorie ATP Tour 250. 2016 zog das Turnier nach Marrakesch, wurde aber weiterhin im Freien auf Sand ausgetragen.
Wegen der COVID-19-Pandemie fielen die Ausgaben 2020 und 2021 aus.
Austragungsstätte war bis 2015 der Complexe Al Amal in Casablanca, ab 2016 wird im Royal Tennis Club de Marrakech in Marrakesch gespielt.

## Siegerliste
Im Einzel gelang es dem Spanier Pablo Andújar das Turnier dreimal zu gewinnen – zweimal in Casablanca, einmal in Marrakesch; im Doppel ist Horia Tecău mit drei Titeln der erfolgreichste Spieler. Letzter Turniersieger aus Marokko war Younes El Aynaoui im Jahr 2002.
| ATP Tour            |
| ATP Challenger Tour |

### Einzel
| Jahr                | Sieger                     | Finalgegner             | Finalergebnis    |
| ------------------- | -------------------------- | ----------------------- | ---------------- |
| 2025                | Luciano Darderi            | Tallon Griekspoor       | 7:63, 7:64       |
| 2024                | Matteo Berrettini          | Roberto Carballés Baena | 7:5, 6:2         |
| 2023                | Roberto Carballés Baena    | Alexandre Müller        | 4:6, 7:63, 6:2   |
| 2022                | David Goffin               | Alex Molčan             | 3:6, 6:3, 6:3    |
| 2020–2021: abgesagt |                            |                         |                  |
| 2019                | Benoît Paire               | Pablo Andújar           | 6:2, 6:3         |
| 2018                | Pablo Andújar (3)          | Kyle Edmund             | 6:2, 6:2         |
| 2017                | Borna Ćorić                | Philipp Kohlschreiber   | 5:7, 7:63, 7:5   |
| 2016                | Federico Delbonis          | Borna Ćorić             | 6:2, 6:4         |
| 2015                | Martin Kližan              | Daniel Gimeno Traver    | 6:2, 6:2         |
| 2014                | Guillermo García López     | Marcel Granollers       | 5:7, 6:4, 6:3    |
| 2013                | Tommy Robredo              | Kevin Anderson          | 7:66, 4:6, 6:3   |
| 2012                | Pablo Andújar (2)          | Albert Ramos Viñolas    | 6:1, 7:65        |
| 2011                | Pablo Andújar (1)          | Potito Starace          | 6:1, 6:2         |
| 2010                | Stan Wawrinka              | Victor Hănescu          | 6:2, 6:3         |
| 2009                | Juan Carlos Ferrero        | Florent Serra           | 6:4, 7:5         |
| 2008                | Gilles Simon               | Julien Benneteau        | 7:5, 6:2         |
| 2007                | Paul-Henri Mathieu         | Albert Montañés         | 6:1, 6:1         |
| 2006                | Daniele Bracciali          | Nicolás Massú           | 6:1, 6:4         |
| 2005                | Mariano Puerta             | Juan Mónaco             | 6:4, 6:1         |
| 2004                | Santiago Ventura           | Dominik Hrbatý          | 6:3, 1:6, 6:4    |
| 2003                | Julien Boutter             | Younes El Aynaoui       | 6:2, 2:6, 6:1    |
| 2002                | Younes El Aynaoui          | Guillermo Cañas         | 3:6, 6:3, 6:2    |
| 2001                | Guillermo Cañas            | Tommy Robredo           | 7:5, 6:2         |
| 2000                | Fernando Vicente           | Sébastien Grosjean      | 6:4, 4:6, 7:63   |
| 1999                | Alberto Martín             | Fernando Vicente        | 6:3, 6:4         |
| 1998                | Andrea Gaudenzi            | Álex Calatrava          | 6:4, 5:7, 6:4    |
| 1997                | Hicham Arazi               | Franco Squillari        | 3:6, 6:1, 6:2    |
| 1996                | Tomás Carbonell            | Gilbert Schaller        | 7:5, 1:6, 6:2    |
| 1995                | Gilbert Schaller           | Albert Costa            | 6:4, 6:2         |
| 1994                | Renzo Furlan               | Karim Alami             | 6:2, 6:2         |
| 1993                | Guillermo Pérez Roldán (2) | Younes El Aynaoui       | 6:4, 6:3         |
| 1992                | Guillermo Pérez Roldán (1) | Germán López Montoya    | 2:6, 7:5, 6:3    |
| 1991                | keine Austragung           | keine Austragung        | keine Austragung |
| 1990                | Thomas Muster              | Guillermo Pérez Roldán  | 6:1, 6:7, 6:2    |
| 1989                | Andres Võsand              | Mark Koevermans         | 3:6, 7:6, 6:0    |
| 1988                | Josef Čihák                | David de Miguel         | 6:4, 6:2         |
| 1987                | Lawson Duncan              | Massimiliano Narducci   | 7:5, 6:1         |
| 1986                | Hans Schwaier              | Jörgen Windahl          | 6:3, 6:3         |

### Doppel
| Jahr                | Sieger                               | Finalgegner                          | Finalergebnis     |
| ------------------- | ------------------------------------ | ------------------------------------ | ----------------- |
| 2025                | Petr Nouza Patrik Rikl               | Hugo Nys Édouard Roger-Vasselin      | 6:3, 6:4          |
| 2024                | Harri Heliövaara Henry Patten        | Alexander Erler Lucas Miedler        | 3:6, 6:4, [10:4]  |
| 2023                | Marcelo Demoliner Andrea Vavassori   | Alexander Erler Lucas Miedler        | 6:4, 3:6, [12:10] |
| 2022                | Rafael Matos David Vega Hernández    | Andrea Vavassori Jan Zieliński       | 6:1, 7:5          |
| 2020–2021: abgesagt |                                      |                                      |                   |
| 2019                | Jürgen Melzer (2) Franko Škugor      | Matwé Middelkoop Frederik Nielsen    | 6:4, 7:66         |
| 2018                | Nikola Mektić Alexander Peya         | Benoît Paire Édouard Roger-Vasselin  | 7:5, 3:6, [10:7]  |
| 2017                | Dominic Inglot Mate Pavić            | Marcel Granollers Marc López         | 6:4, 2:6, [11:9]  |
| 2016                | Guillermo Durán Máximo González      | Marin Draganja Aisam-ul-Haq Qureshi  | 6:2, 3:6, [10:6]  |
| 2015                | Rameez Junaid Adil Shamasdin         | Rohan Bopanna Florin Mergea          | 3:6, 6:2, [10:7]  |
| 2014                | Jean-Julien Rojer Horia Tecău (3)    | Tomasz Bednarek Lukáš Dlouhý         | 6:2, 6:2          |
| 2013                | Julian Knowle Filip Polášek          | Dustin Brown Christopher Kas         | 6:3, 6:2          |
| 2012                | Dustin Brown Paul Hanley             | Daniele Bracciali Fabio Fognini      | 7:5, 6:3          |
| 2011                | Robert Lindstedt (2) Horia Tecău (2) | Colin Fleming Igor Zelenay           | 6:2, 6:1          |
| 2010                | Robert Lindstedt (1) Horia Tecău (1) | Rohan Bopanna Aisam-ul-Haq Qureshi   | 6:2, 3:6, [10:7]  |
| 2009                | Łukasz Kubot Oliver Marach           | Simon Aspelin Paul Hanley            | 7:64, 3:6, [10:6] |
| 2008                | Albert Montañés Santiago Ventura     | Jamie Cerretani Todd Perry           | 6:1, 6:2          |
| 2007                | Jordan Kerr David Škoch              | Łukasz Kubot Oliver Marach           | 7:64, 1:6, [10:4] |
| 2006                | Julian Knowle Jürgen Melzer (1)      | Michael Kohlmann Alexander Waske     | 6:3, 6:4          |
| 2005                | František Čermák (2) Leoš Friedl (2) | Martín García Luis Horna             | 6:4, 6:3          |
| 2004                | Enzo Artoni Fernando Vicente         | Yves Allegro Michael Kohlmann        | 3:6, 6:0, 6:4     |
| 2003                | František Čermák (1) Leoš Friedl (1) | Devin Bowen Ashley Fisher            | 6:3, 7:5          |
| 2002                | Stephen Huss Myles Wakefield         | Martín García Luis Lobo              | 6:4, 6:2          |
| 2001                | Michael Hill Jeff Tarango            | Pablo Albano David Macpherson        | 7:6, 6:3          |
| 2000                | Arnaud Clément Sébastien Grosjean    | Lars Burgsmüller Andrew Painter      | 7:6, 6:4          |
| 1999                | Fernando Meligeni Jaime Oncins       | Massimo Ardinghi Vincenzo Santopadre | 6:2, 6:3          |
| 1998                | Andrea Gaudenzi Diego Nargiso        | Cristian Brandi Filippo Messori      | 6:4, 7:6          |
| 1997                | João Cunha e Silva Nuno Marques      | Karim Alami Hicham Arazi             | 7:6, 6:2          |
| 1996                | Jiří Novák David Rikl                | Tomás Carbonell Francisco Roig       | 7:6, 6:3          |
| 1995                | Tomás Carbonell Francisco Roig       | Emanuel Couto João Cunha e Silva     | 6:4, 6:1          |
| 1994                | David Adams Menno Oosting            | Cristian Brandi Federico Mordegan    | 6:3, 6:4          |
| 1993                | Mike Bauer Piet Norval               | Ģirts Dzelde Goran Prpić             | 7:5, 7:6          |
| 1992                | Horacio de la Peña Jorge Lozano      | Ģirts Dzelde T. J. Middleton         | 2:6, 6:4, 7:6     |
| 1991                | keine Austragung                     | keine Austragung                     | keine Austragung  |
| 1990                | Todd Woodbridge Simon Youl           | Paul Haarhuis Mark Koevermans        | 6:3, 6:1          |
| 1989                | Josef Čihák (2) Mark Koevermans      | Marcelo Ingaramo Christian Miniussi  | 6:4, 6:4          |
| 1988                | Josef Čihák (1) Cyril Suk            | Arnaud Boetsch Denis Langaskens      | 6:2, 6:0          |
| 1987                | José López Maeso Alberto Tous        | Massimo Cierro Alessandro De Minicis | 7:6, 6:2          |
| 1986                | Agustín Moreno Larry Scott           | Tore Meinecke Ricki Osterthun        | 7:5, 6:2          |